# Gato-dourado-africano
O gato-dourado-africano (Caracal aurata) é um mamífero carnívoro da família felidae endêmico das florestas tropicais da África Ocidental e central. É listado como vulnerável na Lista Vermelha da IUCN, sendo ameaçado principalmente por conta da caça, degradação e fragmentação de seu habitat. É um parente próximo do Caracal e do Serval, anteriormente era classificado como integrante do gênero Profelis, mas agora pertence ao gênero Caracal.

## Descrição
O gato dourado africano possui aproximadamente o dobro do tamanho de um gato doméstico, pesando entre 5,5 e 16 kg com os machos sendo maiores que as fêmeas. O comprimento total da ponta do focinho até a ponta da cauda varia entre 77 e 147 cm, com cerca de 38 a 55 cm de altura no ombro. Possui uma cabeça arredondada e pequena com relação a seu tamanho corporal. É um gato de aparência robusta, com pernas longas dotadas de grandes patas e uma cauda relativamente curta.

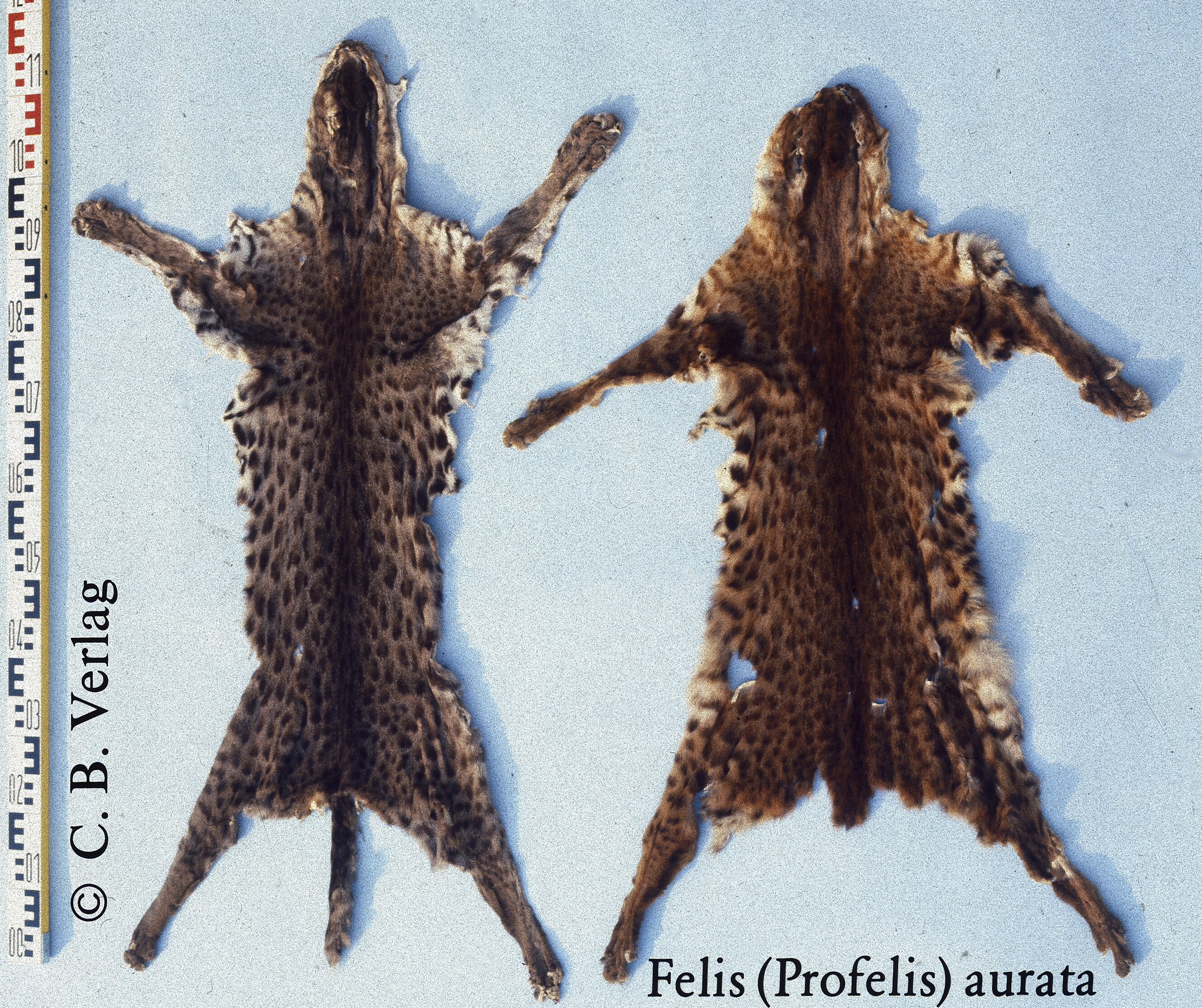
Peles expostas de gato dourado africano

O gato dourado têm uma pelagem que varia em cor de castanho a castanho avermelhado ou castanho acinzentado e escuro. Alguns são vistos com manchas pretas ou bronzeadas na pelagem, enquanto outros as possuem somente na barriga e nas patas. Suas partes inferiores e área ao redor dos olhos, bochechas, queixo e garganta são de cor clara e quase brancos. Existem registros de indivíduos completamente negros (melânicos), porém estes são extremamente raros.
No geral, o gato dourado é semelhante em aparência ao caracal, mas possui orelhas mais curtas, uma cauda mais longa e um rosto mais curto e arredondado. Eles têm orelhas pequenas e redondas com as cores dos olhos variando de azul pálido a marrom.

## Distribuição
O gato dourado habita as florestas tropicais com altitudes de até 3.000 metros acima do nível do mar. Com preferência por florestas densas e úmidas com grande cobertura vegetal, e muitas vezes é encontrado próximo á rios e córregos, mas também pode ser encontrado em florestas montanhosas úmidas e em florestas de bambu. O felino é encontrado desde o oeste do Senegal até o leste do Quênia, bem como na República Centro-Africana e extremo norte de Angola.